# بيل إتش-13 سيوكس
بيل إتش-13 سيوكس  (بالإنجليزية: Bell H-13 Sioux)‏ هي مروحية أنتجت في الولايات المتحدة. من صناعة بيل للمروحيات. كان أول طيران لها في 8 ديسمبر 1945. صنع منها 2,407 طائرة.

## المستخدمون
- القوات البرية للولايات المتحدة
- القوات الجوية الأمريكية
- بحرية الولايات المتحدة
- الجيش البريطاني